# Гідростатичний рівень
Гідростатичний рівень (рос. гидростатический уровень, англ. hydrostatic level, нім. hydrostatischer Spiegel m) –
- 1. Рівень, до якого піднімається рідина (вода) у відкритій свердловині, гірничій виробці чи колодязі. Р.г. не порушується відкачуванням води або її нагнітанням. Положення Р.г. вимірюють від прийнятої площини порівняння, наприклад, від рівня моря, земної поверхні чи гирла свердловини (називають глибина Р.г.), від поверхні водотривкого пласта, покрівлі водоносного пласта чи середини інтервалу перфорації у свердловині (називають висота Р.г.). Син. — статичний рівень.

- 2. Рівень, на якому встановлюється підземна вода в гірничих виробках. Визначається в метрах від рівня моря, земної поверхні, підошви або покрівлі водоносного горизонту.

ГІДРОСТАТИЧНИЙ РІВНЕМІР, (рос.гидростатический уровнемер; англ. hydrostatic level indicator, нім. hydrostatischer Pegelmesser m) — рівнемір, у якому вимірюється гідростатичний тиск рідини, залежний від висоти її рівня.